# 砂川政人
砂川 政人（すなかわ まさと、1992年6月27日 - ）は、日本の俳優である。
千葉県出身。ファイブ☆エイト所属。血液型B型。

## 出演

### 映画
- ロックンロールミシン（2002年）
- ブース（2005年） - 勝又真吾（少年期） 役

### テレビドラマ
- 人にやさしく（2002年、フジテレビ） - 小林翼 役
- ウエディングプランナー SWEETデリバリー 第7話（2002年、フジテレビ） - 進 役
- 仮面ライダー龍騎 第21話・第22話（2002年、テレビ朝日）
- 爆竜戦隊アバレンジャー 第16話（2003年、テレビ朝日）
- 池袋ウエストゲートパーク「スープの回」（2003年、TBS）
- 愛のソレア（2004年、フジテレビ）
- 開局45周年記念スペシャルドラマ 弟（2004年、テレビ朝日） - 石原伸晃（少年期） 役
- 開局45周年記念スペシャルドラマ にんげんだもの〜相田みつを物語〜（2004年、テレビ朝日） - 相田一人（少年期） 役
- TBSテレビ放送50周年スペシャルドラマ 青春の門-筑豊篇-（2005年、TBS）
- 月曜時代劇 名奉行 大岡越前 第3話（2005年、テレビ朝日） - 道之助 役
- 金曜エンタテイメント 星に願いを〜七畳間で生まれた410万の星〜（2005年、フジテレビ）
- ウルトラマンメビウス 第36話（2006年、CBC・TBS） - サイコキノ星人 役
- 女王の教室スペシャル（2006年、日本テレビ）
- トミカヒーローレスキューファイアー（2009年、テレビ東京）

### バラエティ
- おはスタ（2002年-2003年、テレビ東京） - おはキッズ
- ほんとにあった怖い話（2005年、フジテレビ） - ほん怖メンバー

### WEBドラマ
- USEN GyaO ネット配信連続ドラマ 歌で逢いましょう♪ 第3話（2006年）

### CM
- 日立製作所 白い約束（2001年）
- ECC ECCジュニア（2002年）
- 国土交通省（2002年）
- イオン 鰻-幸せを見つめる扇風機編-（2002年）
- 日本マクドナルド ハッピーセット（2003年・2004年）

### スチル
- レインズインターナショナル 牛角（2002年）
- アットホームネット（2002年）
- タカラ（2003年）
- パナソニック シグマブック（2004年）
- 山万（2004年）
- 教育出版 理科教科書（2005年）

### その他
- 角川ホラーシネマシリーズ MAIL（2004年） - 秋葉零児（少年期） 役